# L.J. van Zyl
Louis Jacobus van Zyl (Bloemfontein, 20 luglio 1985) è un ostacolista sudafricano, specializzato nei 400 metri ostacoli, tre volte campione africano e vincitore delle prime due prove della Diamond League 2011.

## Biografia
Primatista mondiale stagionale 2011, con il tempo di 47"66, che è anche il 20º tempo all-time.

## Palmarès
| Anno | Manifestazione          | Sede           | Evento   | Risultato  | Tempo   | Note                                     |
| ---- | ----------------------- | -------------- | -------- | ---------- | ------- | ---------------------------------------- |
| 2006 | Campionati africani     | Algeri         | 400 m hs | Oro        | 49"43   |                                          |
| 2007 | Mondiali                | Osaka          | 400 m hs | Batteria   | 49"71   |                                          |
| 2008 | Campionati africani     | Addis Abeba    | 400 m hs | Oro        | 48"91   | Miglior prestazione personale stagionale |
| 2008 | Campionati africani     | Addis Abeba    | 4x400 m  | Oro        | 3'03"58 |                                          |
| 2008 | Giochi olimpici         | Pechino        | 400 m hs | 5º         | 48"42   |                                          |
| 2008 | Giochi olimpici         | Pechino        | 4x400 m  | Batteria   | 3'01"26 |                                          |
| 2009 | Mondiali                | Berlino        | 400 m hs | Semifinale | 48"80   |                                          |
| 2009 | Mondiali                | Berlino        | 4x100 m  | Batteria   | 39"71   |                                          |
| 2010 | Campionati africani     | Nairobi        | 400 m hs | Oro        | 48"51   | Miglior prestazione personale stagionale |
| 2010 | Giochi del Commonwealth | Delhi          | 400 m hs | Argento    | 48"63   |                                          |
| 2011 | Mondiali                | Taegu          | 400 m hs | Bronzo     | 48"80   |                                          |
| 2011 | Mondiali                | Taegu          | 4×400 m  | Argento    | 2'59"87 |                                          |
| 2012 | Africani                | Porto-Novo     | 400 m hs | Finale     | dnf     |                                          |
| 2012 | Giochi olimpici         | Londra         | 400 m hs | Batteria   | 50"31   |                                          |
| 2012 | Giochi olimpici         | Londra         | 4×400 m  | 7º         | 3'03"46 | Miglior prestazione personale stagionale |
| 2013 | Mondiali                | Mosca          | 400 m hs | Batteria   | 50"05   |                                          |
| 2014 | Giochi del Commonwealth | Glasgow        | 400 m hs | Batteria   | 50"07   |                                          |
| 2014 | Campionati africani     | Marrakech      | 400 m hs | 4º         | 49"79   |                                          |
| 2015 | Mondiali                | Pechino        | 400 m hs | Semifinale | 48"89   |                                          |
| 2016 | Campionati africani     | Durban         | 400 m hs | 4º         | 49"46   |                                          |
| 2016 | Campionati africani     | Durban         | 4×400 m  | Bronzo     | 3'04"73 |                                          |
| 2016 | Giochi olimpici         | Rio de Janeiro | 400 m hs | Semifinale | 49"00   |                                          |
| 2018 | Giochi del Commonwealth | Gold Coast     | 400 m hs | Batteria   | 50"98   |                                          |